# میسویل (ایلینوی)
میسویل (به انگلیسی: Maysville) یک منطقهٔ مسکونی در ایالات متحده آمریکا است که در شهرستان پایک، ایلینوی واقع شده‌است. میسویل ۲۱۶٫۱۱ متر بالاتر از سطح دریا واقع شده‌است.